# Crónica del rock peruano
Crónica del rock peruano es el título de una serie de álbumes compilatorios sobre el rock hecho en Perú, publicado en 2001.

## Historia
En el año 2000, el diario El Comercio encargó al crítico de rock Pedro Cornejo la edición de una serie de 4 discos compactos que recopilen las canciones emblemáticas, éxitos radiales y algunas no difundidas de cuatro décadas (1965-2001) de rock peruano. Cornejo contó con la colaboración de otros dos especialistas en el tema, los músicos Gerardo Manuel y Raúl Cachay. El disco fue distribuido con el periódico, y fue la antesala a la publicación de Alta Tensión – Los cortos circuitos del rock peruano (2002), escrito por Cornejo.
Cada álbum está dedicado a los diversos subgéneros del rock peruano y en el que se incluye un libreto con un ensayo escrito por Cornejo, además de fotografías, discografías, cronologías, genealogías y letras de canciones.

## Listas de canciones
| [Modern Rock] CD1 |                                                      |                                 |          |  |
| N.º               | Título                                               | Intérprete                      | Duración |  |
| 1.                | «Abrázame» (1968)                                    | Los York's                      | 2:10     |  |
| 2.                | «Un Mundo Nuevo» (1968)                              | Los Shain's                     | 2:38     |  |
| 3.                | «Un Nuevo Verano» (1969)                             | The (St. Thomas) Pepper Smelter | 2:57     |  |
| 4.                | «Meshkalina» (1969)                                  | Traffic Sound                   | 5:34     |  |
| 5.                | «Av. Larco» (1981)                                   | Frágil                          | 3:45     |  |
| 6.                | «Dímelo, dímelo» (1986)                              | Miki González                   | 3:07     |  |
| 7.                | «Personalidad» (1987)                                | JAS                             | 3:01     |  |
| 8.                | «Mujer noche» (1993)                                 | Mar de Copas                    | 4:37     |  |
| 9.                | «La Peor de las Guerras» (1996)                      | La Liga del Sueño               | 3:48     |  |
| 10.               | «A Cualquier Lugar» (1995)                           | Dolores Delirio                 | 4:31     |  |
| 11.               | «Cuanto de Mi Es Sólo Tu Voz Encarnada en Mi» (1996) | Rafo Ráez                       | 3:54     |  |
| 12.               | «Barco viejo» (1998)                                 | Cementerio Club                 | 3:16     |  |
| 13.               | «Grítame» (1999)                                     | Electro-Z                       | 2:57     |  |
| 14.               | «Soledad» (2000)                                     | Índigo                          | 3:41     |  |

| [Pop Rock] CD2 |                                       |                             |          |  |
| N.º            | Título                                | Intérprete                  | Duración |  |
| 1.             | «Tema para Jóvenes Enamorados» (1967) | Los Belking's               | 2:39     |  |
| 2.             | «El Último Beso» (1967)               | Los Doltons                 | 2:32     |  |
| 3.             | «La Vuelta» (1968)                    | Los Silverton's             | 2:44     |  |
| 4.             | «Hey Revolution» (1972)               | We All Together             | 3:50     |  |
| 5.             | «La Universidad» (1986)               | Río                         | 3:32     |  |
| 6.             | «Ídolos» (1987)                       | Danai & Pateando Latas      | 3:35     |  |
| 7.             | «Cuando la Cama Me Da Vueltas» (1988) | Arena Hash                  | 3:02     |  |
| 8.             | «Pronóstico Reservado» (1987)         | La Banda Azul               | 2:48     |  |
| 9.             | «Extraños» (1990)                     | Dudó                        | 3:39     |  |
| 10.            | «Las Torres» (1992)                   | Nosequién y Los Nosecuántos | 3:20     |  |
| 11.            | «Sin Parar» (1993)                    | Ivonne y los Mercantiles    | 3:57     |  |
| 12.            | «Dame Mi Pelota» (1996)               | Los Zopilotes               | 1:36     |  |
| 13.            | «Disco Bar» (1996)                    | Patricio Suárez Vértiz      | 5:39     |  |
| 14.            | «Espérame En El Tren» (1999)          | Christian Meier             | 4:12     |  |

| [Rock Alternativo] CD3 |                                              |                |          |  |
| N.º                    | Título                                       | Intérprete     | Duración |  |
| 1.                     | «Demolición» (1965)                          | Los Saicos     | 2:57     |  |
| 2.                     | «I'm a Nigger» (1971)                        | Laghonia       | 3:41     |  |
| 3.                     | «Deep Death» (1972)                          | Pax            | 5:37     |  |
| 4.                     | «El Pirata» (1972)                           | Tarkus         | 3:15     |  |
| 5.                     | «Represión» (1985)                           | Narcosis       | 3:31     |  |
| 6.                     | «Oirán Tu Voz, Oiránirán Nuestra Voz» (2000) | Leusemia       | 3:35     |  |
| 7.                     | «Sin» (2001)                                 | M.A.S.A.C.R.E. | 4:17     |  |
| 8.                     | «El Sueño» (1997)                            | Voz Propia     | 3:18     |  |
| 9.                     | «Antisocial» (1997)                          | G-3            | 3:42     |  |
| 10.                    | «Flor de la calle» (2000)                    | Radio Criminal | 3:08     |  |
| 11.                    | «¿Para Subir al Cielo?» (1996)               | El Aire        | 4:52     |  |
| 12.                    | «Perder el Tiempo» (1997)                    | Metadona       | 2:49     |  |
| 13.                    | «Bela Lugosi» (1997)                         | Avispón Verde  | 3:18     |  |
| 14.                    | «Aeropajitas» (2000)                         | Aeropajitas    | 1:24     |  |

| [Rock Fusión] CD4 |                                |                          |          |  |
| N.º               | Título                         | Intérprete               | Duración |  |
| 1.                | «Something Going» (1970)       | Telegraph Avenue         | 4:39     |  |
| 2.                | «Machu Picchu Blues» (1971)    | Gerardo Manuel y El Humo | 2:33     |  |
| 3.                | «Concordancia» (1973)          | El Polen                 | 7:39     |  |
| 4.                | «Una Bruja En El Cuzco» (1972) | El Opio                  | 7:54     |  |
| 5.                | «Floral» (1981)                | Frágil                   | 5:17     |  |
| 6.                | «Escalera al Infierno» (1995)  | Del Pueblo y Del Barrio  | 5:46     |  |
| 7.                | «Akundún» (1992)               | Miki González            | 3:41     |  |
| 8.                | «Mi Marimba» (1992)            | Tierra Sur               | 3:52     |  |
| 9.                | «Río Santa» (1993)             | Turmanyé                 | 3:46     |  |
| 10.               | «Sarita Colonia» (1992)        | Los Mojarras             | 3:33     |  |
| 11.               | «Cuidado» (1999)               | Psicosis                 | 2:43     |  |
| 12.               | «Más Poder» (1999)             | La Sarita                | 4:13     |  |
| 13.               | «I Am Cholo» (2000)            | D'Mente Común            | 3:28     |  |
| 14.               | «Tempo Nauta» (2000)           | Unidad Central           | 2:09     |  |